# (38310) 1999 RH105
1999 RH105 (asteroide 38310) é um asteroide da cintura principal. Possui uma excentricidade de 0.07003260 e uma inclinação de 3.26914º.
Este asteroide foi descoberto no dia 8 de setembro de 1999 por LINEAR em Socorro.